# Dagduur

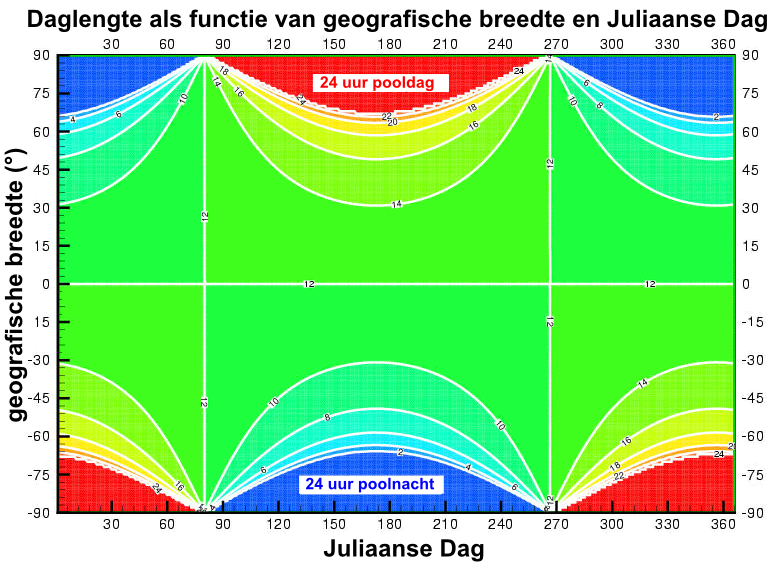
De dagduur als functie van de breedtegraad en de dag van het jaar.

De dagduur op 21 juni op de verschillende breedtegraden.

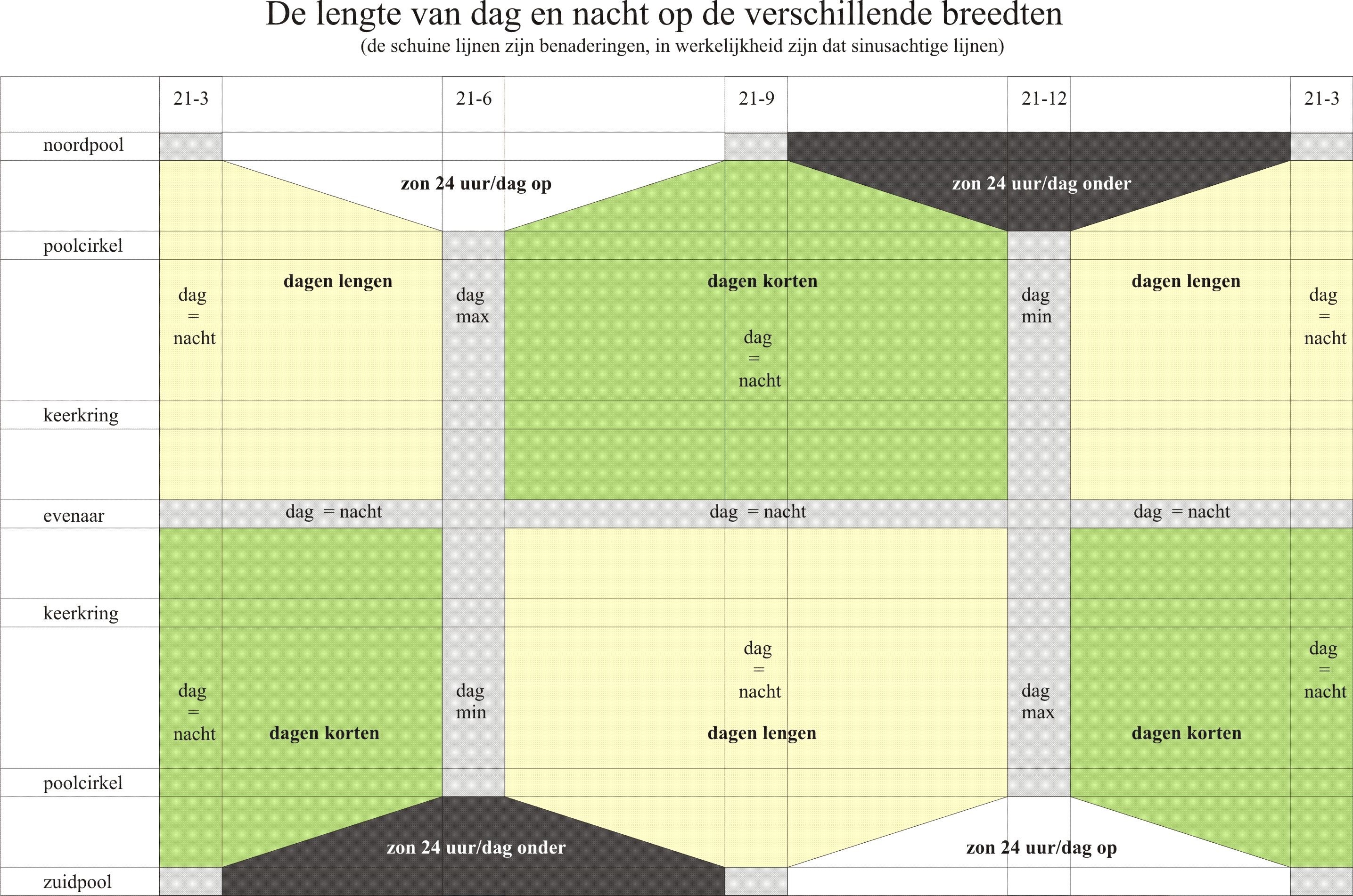
De dagduur als functie van de breedtegraad en de dag van het jaar.

Met de dagduur, astronomische daglengte of kortweg daglengte wordt de tijd bedoeld die binnen een etmaal verstrijkt tussen het moment waarop het eerste deel van de zon boven de horizon uitkomt (zonsopgang) en het moment waarop het laatste deel van de zon achter de horizon verdwijnt (zonsondergang). Dankzij de diffusie en breking van het zonlicht door de atmosfeer is er nog steeds sprake van volledig daglicht wanneer de zon slechts gedeeltelijk boven de horizon uitkomt. 

## Verschillen in de dagduur door het jaar heen
Als gevolg van de schuine stand van de aardas in verhouding tot het ecliptische vlak waarin de Aarde om de zon draait is de dagduur gedurende een jaar nooit constant. Tijdens het solstitium, dat tussen 20 en 22 juni plaatsvindt, staat de Aarde met de noordpool het dichtst bij de zon en varieert de dagduur bijgevolg op het noordelijk halfrond van iets meer dan 12 uur ten zuiden van de Kreeftskeerkring tot 24 uur binnen de Noordpoolcirkel. In deze tijd van het jaar gaat de zon dus binnen de Noordpoolcirkel helemaal niet onder. Op het zuidelijk halfrond staat de zon dan iets minder dan 12 uur per etmaal aan de hemel in het gebied ten noorden van de Steenbokskeerkring, terwijl binnen de Zuidpoolcirkel de zon op dat moment helemaal niet boven de horizon uitkomt. Tijdens de herfstequinox, die op 22 of 23 september plaatsheeft, staat geen van beide polen dichter bij de zon dan de andere, met als gevolg dat de zon op alle delen van de Aarde binnen dat ene etmaal vrijwel even lang wel en niet aan de hemel staat. Tijdens het solstitium dat tussen 20 en 22 december plaatsheeft staat de Aarde met de zuidpool het dichtst bij de zon. Hierdoor varieert op dat moment de dagduur op het zuidelijk halfrond van iets meer dan 12 uur in het gebied ten noorden van de Steenbokskeerkring tot 24 uur binnen de Zuidpoolcirkel. Op het noordelijk halfrond staat de zon dan iets minder dan 12 uur per etmaal aan de hemel in het gebied ten zuiden van de Kreeftskeerkring, en binnen de Noordpoolcirkel komt de zon dan helemaal niet boven de horizon uit.   
Op elk van beide halfronden is de dagduur in de winter korter naarmate de breedtegraad groter is. Tussen het zomer- en het wintersolstitium neemt de dagduur altijd toe en daartussen neemt hij af. Bovendien gaat de toe- of afname sneller in de buurt van de equinox en naarmate de breedtegraad groter is. Als gevolg hiervan duurt zowel op het noordelijk als op het zuidelijk halfrond op een breedte van 60 graden de dag slechts zeer kort tijdens en vlak voor of na het wintersolstitium, terwijl gedurende de lente-equinox de dagduur overal, behalve op de polen, ongeveer 12 uur is. Op een breedte van 20 graden is de dagduur ten tijde van het wintersolstitium aanmerkelijk langer; ook gaat de toe- of afname van de dagduur vlak voor of na het solstitium hier minder snel. Hetzelfde geldt in omgekeerde richting voor de tijd per etmaal waarin de zon op de verschillende breedtegraden niet boven de horizon uitkomt tijdens en vlak voor of na het zomersolstitium en tijdens de herfst-equinox. 
Ten gevolge van de tijdsvereffening, het effect van de verandering in de omloopsnelheid van de Aarde gedurende het jaar, zijn gemeten naar de kloktijd in plaats van de zonnetijd de verschuivingen in de zonsopgang meestal niet gelijk aan die van de zonsondergang. De dagduur hangt namelijk niet het sterkst samen met de siderische dag, de rotatie van de Aarde om haar as in 23 uur, 56 minuten en 4 seconden, maar met de synodische dag van gemiddeld 24 uur waarin ook de rotatie van de Aarde rond de zon meespeelt.

### Nederland
Per etmaal verschuiven de tijden van zonsopgang en zonsondergang in Nederland elk maximaal ongeveer twee minuten (afgezien van de sprongen van een uur door de wisseling tussen zomer- en wintertijd), waardoor de tijd ertussen per etmaal maximaal ongeveer vier minuten verandert. De veranderingen zijn heel klein in december en juni, rond de solstitia, en maximaal in maart en september, de tijd van de equinoxen.
De tijd van zonsopgang (in de stad Utrecht, 2021) varieert van 5:18 (zomertijd) tot 8:48 (wintertijd), die van zonsondergang van 16:27 (wintertijd) tot 22:04 (zomertijd). De verandering gaat bij elk om ongeveer 4,5 uur aan kleine stappen, min een uur door de wisseling tussen zomer- en wintertijd.
De tijd waarop de zon op een dag op zijn hoogst staat varieert van 12:23 tot 12:54 (wintertijd) en van 13:36 tot 13:46 (zomertijd).

## Schemering
Schemering is de periode binnen een etmaal waarin de zon ofwel nog niet, of niet meer aan de hemel staat, terwijl het ook niet helemaal licht of donker is. Zowel de dagduur als de duur van de schemering nemen toe met de breedtegraad. Zo duurt de schemering dicht bij de evenaar, waar de dagduur nauwelijks varieert, erg kort; in Noord-Scandinavië kan de schemering daarentegen in de zomer wel twee uur of nog langer duren (zie ook Breedtegraad). Het verschil is op kleinere schaal merkbaar; zo duurt in Nederland de schemering in Den Helder enkele minuten langer dan in Zuid-Limburg.
Door de seculiere versnelling van de maan is de dagduur heel langzaam aan het toenemen, doordat de aarde in haar rotatie afgeremd wordt.

## Trivia
- Precies aan de evenaar duurt de dag niet exact 12 uur, maar altijd ca. 7 minuten langer. Dit is het gevolg van de atmosferische refractie van het zonlicht en de omvang van de zon.
- Doordat de zon zich per jaar ca. 4 dagen langer ten noorden dan ten zuiden van de evenaar bevindt, is de dagduur op een willekeurige breedtegraad aan het noordelijke halfrond altijd een paar minuten langer dan op dezelfde breedtegraad aan het zuidelijke halfrond.
- Aan de noord- en zuidpool vindt jaarlijks niet meer dan één zonsopgang of zonsondergang plaats, en die valt altijd min of meer samen met een van de equinoxen.